# Li Ying (calciatrice)
Ying Li (李影S, Lǐ YǐngP; Distretto di Dadukou, 7 gennaio 1993) è una calciatrice cinese, attaccante del Shandong Ladies e della nazionale cinese.

## Carriera

### Nazionale
Viene convocata per vestire la maglia della Nazionale cinese nell'edizione 2014 dei Giochi asiatici dove raggiunge i quarti di finale.
Il selezionatore Hao Wei la inserisce nella rosa delle 23 calciatrici, resa nota dalla federazione cinese il 28 maggio 2015, che parteciperanno a Canada 2015, settima edizione ufficiale del campionato mondiale femminile di calcio.. Durante il torneo Hao Wei la impiega in due occasioni durante la fase a gironi dove la sua nazionale, inserita nel Girone A, pur classificandosi al terzo posto riesce a superare il passaggio del turno. Condivide infine il percorso che vede la Cina superare il Camerun per 1-0 agli ottavi di finale e fermarsi ai quarti di finale, eliminata dagli Stati Uniti che poi si aggiudicheranno il torneo.
Dopo essere stata protagonista nella Coppa d'Asia di Giordania 2018, dove sotto la guida del CT Sigurður Ragnar Eyjólfsson ottiene il titolo di capocannoniere del torneo con 7 reti all'attivo, condivide con le compagne il terzo posto che le garantisce l'accesso al Mondiale di Francia 2019.
Nel 2019 il nuovo selezionatore della nazionale Jia Xiuquan la inserisce nella lista delle 23 calciatrici convocate che affrontano la fase finale di Francia 2019.

## Palmarès

### Nazionale
- Coppa d'Asia: 1

2022

### Individuale
- Capocannoniere della Coppa d'Asia femminile: 1

2018 (7 reti)